# Hoogvliet (métro de Rotterdam)
Hoogvliet (en néerlandais Hoogvliet) est une station, de la section commune à la ligne C et la ligne D du métro de Rotterdam. Elle est située sur la Langs de Baan sur le territoire de l'arrondissement Hoogvliet, de Rotterdam au Pays-Bas.
Mise en service en 1974, elle est desservie, depuis 2009, par les rames de la ligne C et la ligne D du métro.

## Situation sur le réseau

Plan du métro.

Établie en aérien, la station Hoogvliet, de la section commune à la ligne C et la ligne D, est établie : entre la station Tussenwater, en direction : du terminus de la ligne C De Terp et du terminus de la ligne D Rotterdam-Centrale ; et la station Zalmplaat, en direction du terminus sud-ouest des lignes C et D De Akkers.
Elle comporte deux voies encadrées par deux quais latéraux.

## Histoire
La station Hoogvliet est mise en service le 25 octobre 1974, lors de l'ouverture à l'exploitation de la section de Slinge à Zalmplaat qui devient le nouveau terminus de la ligne.
En décembre 2009, lors de la réorganisation des lignes, elle devient une station de passage de la section commune à la ligne C et la ligne D du métro.

## Services aux voyageurs

### Accès et accueil
La station, située en aérien, dispose d'un accès au niveau du sol. Elle est équipée, notamment, d'automates pour l'achat ou la recharge de titres de transport et d'un ascenseur pour l'accessibilité des personnes à la mobilité réduite.

### Desserte
Hoogvliet, est desservie par les rames de la ligne C, en provenance ou à destination des terminus De Terp et De Akkers et les rames de la ligne D en provenance ou à destination des terminus Rotterdam-Centrale et De Akkers.

Installations et desserte
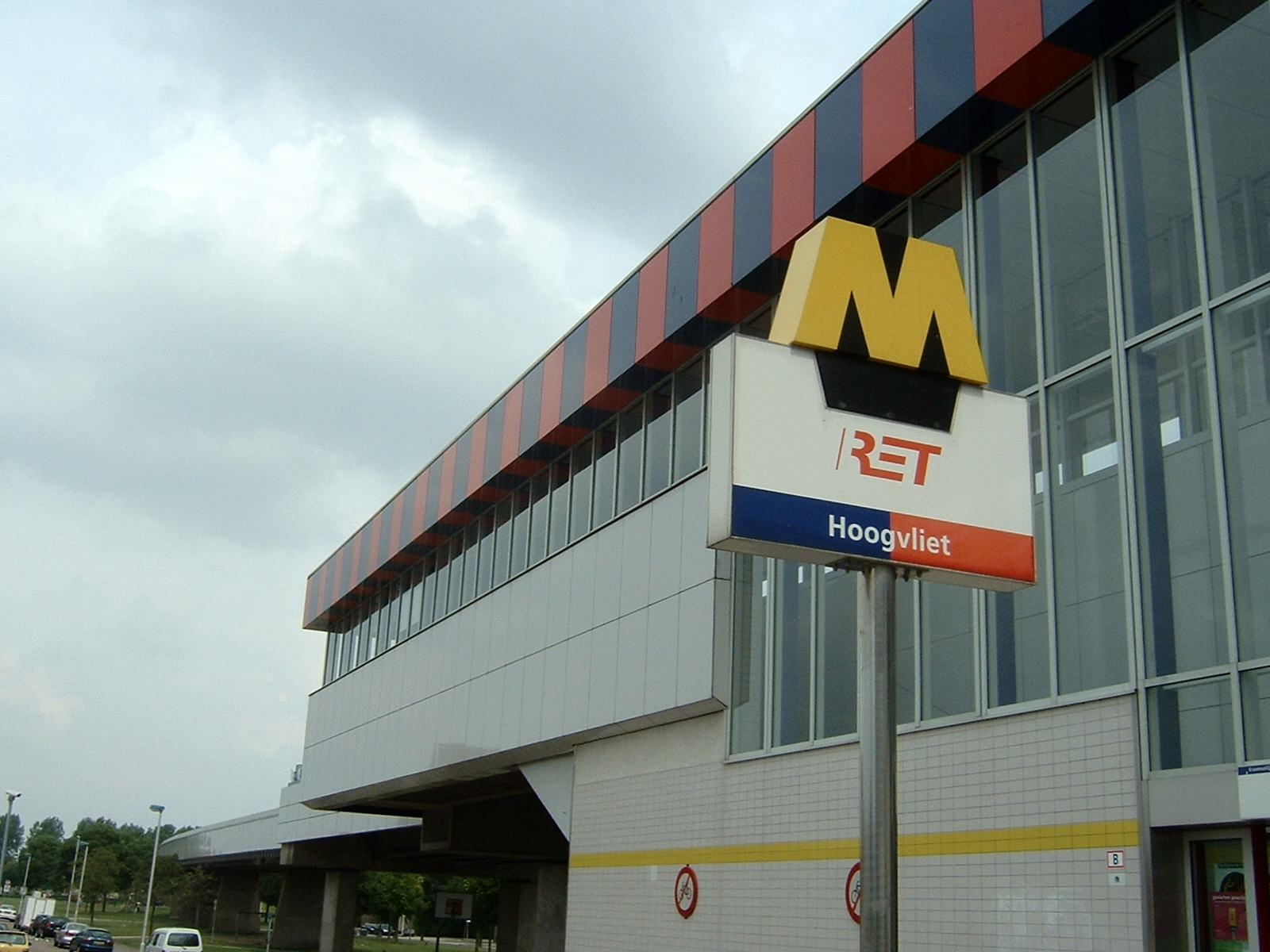
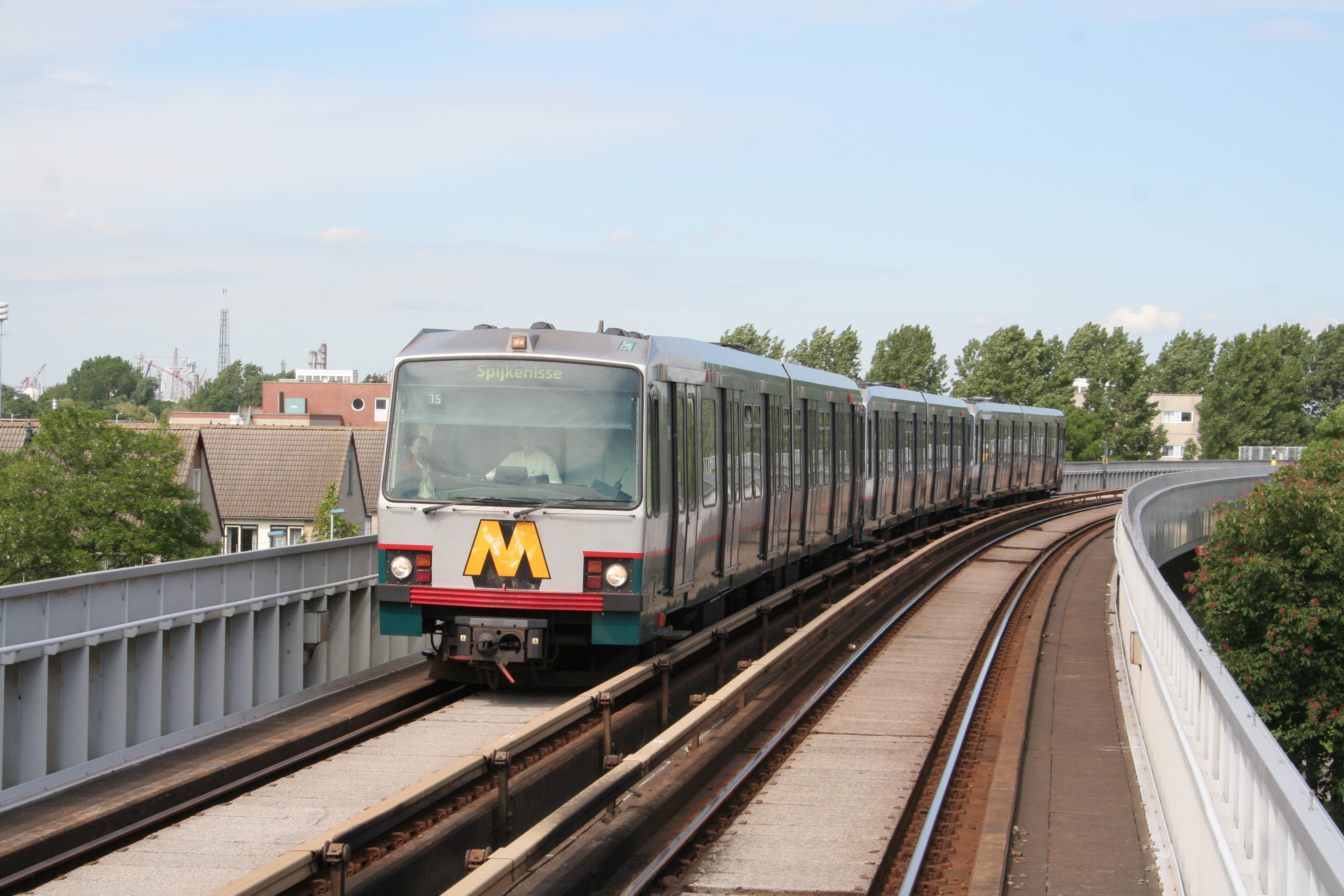
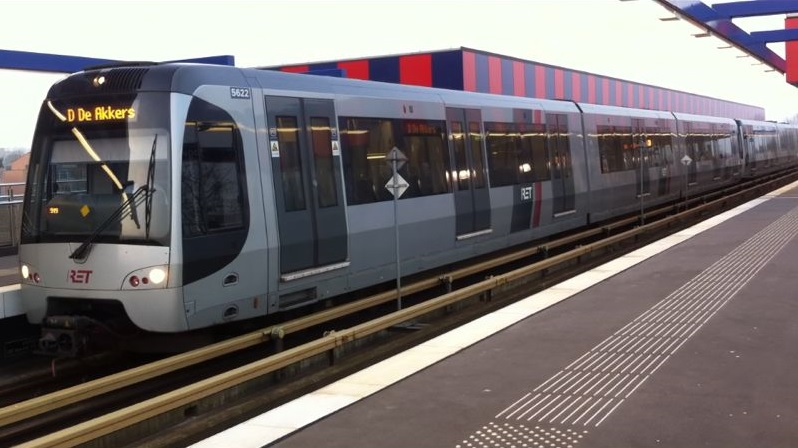

### Intermodalité
La station dispose d'un parc pour les vélos et d'un parking P+R pour les véhicules.Elle est desservie par les bus des lignes 61, 62 et 63, ainsi que par les bus BOB de la ligne B7.